# 多庆错
多庆错（藏語：མདོ་ཆེན་མཚོ，威利转写：mdo chen mtsho，THL：Dochen Tso）位于中国西藏自治区南部日喀则市境内，地跨亚东县和康马县，地处喜马拉雅山北麓一山间盆地内，湖面海拔4466米，面积60平方公里。湖区年均气温2～4℃，年均降水量300～400毫米。湖水主要依靠麻曲和琼桂臧布两河补给，湖水向北泄入嘎拉错。湖滨多沼泽和草甸，已成立多庆错国家湿地公园。204省道经过湖泊北岸和西岸。